# Wola Rowska
Wola Rowska es un pueblo de Polonia, en Mazovia. Se encuentra en el distrito (Gmina) de Łaskarzew, perteneciente al condado (Powiat) de Garwolin. Se encuentra aproximadamente a 6 km al noreste de Łaskarzew, 8 km al sur de Garwolin, y a 61 km al sureste de Varsovia. 
Entre 1975 y 1998 perteneció al voivodato de Siedlce.